# Planeta iluziilor
„Planeta iluziilor” (în engleză „Mudd's Women”) este un episod din serialul american științifico-fantastic Star Trek: Seria originală. Episodul a fost difuzat prima oară de către NBC pe 13 octombrie 1966 ca al șaselea episod al primului sezon al serialului original Star Trek și în reluare la 4 mai 1967. Episodul a fost regizat de Harvey Hart după un scenariu scris de Stephen Kandel.

## Prezentare
La data stelară 1329.1, USS Enterprise, sub comanda căpitanului James T. Kirk, urmărește o navă spațială cargou clasa-J despre care se presupune că a fost furată. Nava își strică motoarele într-o încercare de a scăpa printr-o centură de asteroizi. Kirk ordonă să învăluie nava cu scuturile lui Enterprise pentru a o proteja și a teleporta la bord membrii echipajului. Aceștia sunt teleportați cu succes înainte ca nava lor să fie distrusă de asteroizi, dar și toate circuitele de litiu, mai puțin unu, sunt distruse pe Enterprise din cauza acestei operațiuni.
În camera de teleportare apare inițial căpitanul navei, care se prezintă ca fiind "Leo Francis Walsh." Teleportorul funcționând doar pe bateriile de rezervă, apar mai târziu și restul echipajului: trei femei de o frumusețe răpitoare care au un efect halucinant asupra bărbaților de pe Enterprise: "Ruth Bonaventure," "Eve McHuron" și "Magda Kovacs." Leo Francis Walsh explică că aceste femei nu sunt parte a echipajului ci sunt încărcătura cargoului: ele sunt transportate pentru a se căsători cu trei coloniști de pe Ophiuchus III.